# Ulkokalla fyr
Ulkokalla är en angöringsfyr på utskäret Ulkokalla i Kalajoki vid farleden till Brahestad, omkring 65 kilometer sydväst om staden. 
Fyren som är 13,7 meter hög och byggd av tegel, är ritad av arkitekten Hampus Dalström. Den tändes första gången 1872. Lysvidden är vid god sikt omkring 6,5 sjömil. År 1974 automatiserades fyren och fyrpersonalen flyttade bort från ön. Mistluren avlägsnades 1976, och 1979 installerades en radarfyr. Bostadsbyggnaderna på Ulkokalla används numera för inkvartering och konferenser.